# Жуков, Сергей Николаевич
Серге́й Никола́евич Жу́ков (род. 8 мая 1967, Казань, Татарская АССР, РСФСР, СССР) — советский и российский футболист; тренер. Выступал на позиции полузащитника.

## Клубная карьера
Начал заниматься футболом в восемь лет, ходя на тренировки в парке имени Урицкого в Казани, где играл за команду 1965 года рождения. Первые тренеры — Александр Николаевич Романов и Александр Евгеньевич Иванов. Через 2-3 года Жукову поступило предложение от «Рубина» перейти в их команду, где формировали спецкласс. В 1984—1985 годах во второй лиге за «Рубин» отыграл 22 матча, забил два мяча.
В 1986—1987 годах проходил армейскую службу в смоленской «Искре». В конце 1987 года Жуков перешёл в московское «Торпедо», хотя его и Эдуарда Сона приглашал «Днепр». За 4 сезона завоевал с командой бронзу чемпионата (1988, в 1991 году провёл 9 игр), стал финалистом Кубка СССР (1988, 1989). Ушёл из команды после конфликта с тренером Евгением Скомороховым.
Первую половину сезона 1992 года отыграл в бангладешском «Абахани». Год не играл из-за травмы, два сезона провёл в команде Второй немецкой бундеслиги «Майнц 05». Летом 1995 года подписал годичный контракт с московским «Локомотивом», в составе которого провёл два матча — 7 сентября в домашнем матче 24 тура против «Черноморца» (5:0) на 71-й минуте заменил Игоря Чугайнова, на 90-й минуте получил жёлтую карточку; 4 октября в гостевом матче 1/16 Кубка России против «Зенита» (4:0) на 84-й минуте заменил Сергея Гуренко.
Перед сезоном 1996 года перешёл в клуб первой лиги «Динамо-Газовик», с которым вышел в высшую лигу, стал капитаном команды. В середине 1997 года перешёл в «Томь», в которой сыграл более 150 матчей, стал капитаном команды и завершил карьеру в 2002 году.

## Тренерская карьера
Работал помощником Валерия Петракова в «Томи» в 2003 году, тренером-селекционером в «Торпедо-Металлурге»/ФК «Москва» (2004) и раменском «Сатурне» (2005), после чего в клубе из Раменского занимал должность заместителя генерального директора.
В сезоне 2014/15 был старшим тренером «Сатурна», который возглавил Сергей Павлов, официально числясь в заявке клуба заместителем директора по спорту. Далее работал в клубах, которые возглавлял Павлов: тренером в тульском «Арсенале» (2016), спортивным директором казахстанского «Атырау» и старшим тренером в «Роторе-Волгограде».
11 марта 2019 года впервые в карьере занял должность главного тренера, возглавив раменский «Сатурн». Клубом из Подмосковья Жуков руководил на протяжении 2,5 сезонов, постоянно улучшая результаты команды: в сезоне 2018/19 «Сатурн» занял 12 место в первенстве ПФЛ, в сезоне 2019/20 — 10 место, в сезоне 2020/21 — 3 место. 30 мая 2021 года за 3 тура до конца первенства ПФЛ 2020/21 Жуков покинул «Сатурн» после победы над «Квантом» со счётом 3:2 и попрощался с командой и болельщиками.
10 июня 2021 года было официально объявлено о том, что Жуков стал главным тренером футбольного клуба «Томь».
Жуков принял клуб «Волга» перед 17-м туром сезона-2022/23. На тот момент «волжане» с 9 очками замыкали турнирную таблицу. В 17-ти матчах под его руководством клуб набрали 20 очков. Кроме того, «Волга» вышла в кубковый четвертьфинал Пути регионов — на данный момент лучшее достижение клуба. 30 мая 2023 года контракт Жукова с «Волгой» был расторгнут за тур до конца первенства.

## Статистика в качестве главного тренера
| Команда                   | Начало работы   | Окончание работы | Результаты | Результаты | Результаты | Результаты | Результаты | Результаты | Результаты | Результаты |
| Команда                   | Начало работы   | Окончание работы | И          | В          | Н          | П          | ГЗ         | ГП         | РМ         | В %        |
| ------------------------- | --------------- | ---------------- | ---------- | ---------- | ---------- | ---------- | ---------- | ---------- | ---------- | ---------- |
| «Сатурн»                  | 11 марта 2019   | 31 мая 2021      | 55         | 24         | 14         | 17         | 97         | 77         | +20        | 043,64     |
| «Томь»                    | 10 июня 2021    | 30 июня 2022     | 39         | 14         | 9          | 16         | 51         | 60         | −9         | 035,90     |
| «Волга» (Ульяновск)       | 30 октября 2022 | 30 мая 2023      | 20         | 7          | 5          | 8          | 17         | 22         | −5         | 035,00     |
| «Торпедо» (Москва) (мол.) | 10 июня 2025    | н. в.            | 9          | 5          | 0          | 4          | 9          | 9          | +0         | 055,56     |
| Всего                     | Всего           | Всего            | 123        | 50         | 28         | 45         | 174        | 168        | +6         | 040,65     |

## Достижения
«Торпедо» (Москва)
- Бронзовый призёр чемпионата СССР: 1988
- Финалист Кубка СССР (2): 1988, 1989